# Artýom Nazarow
Artýom Nazarow (né le 20 juin 1977 à l'époque en RSS du Turkménistan et aujourd'hui au Turkménistan) est un footballeur international turkmène, qui évoluait au poste de milieu de terrain.

## Biographie

### Carrière en sélection
Artýom Nazarow reçoit huit sélections en équipe du Turkménistan entre 2003 et 2004, inscrivant un but.
Il participe avec cette équipe à la Coupe d'Asie des nations 2004 organisée en Chine. Lors de cette compétition, il joue un match contre l'Ouzbékistan.

## Palmarès
Nisa Achgabat
- Championnat du Turkménistan (2) :
  - Vainqueur : 2001 et 2003.
  - Vice-champion : 2002 et 2004.

- Coupe du Turkménistan :
  - Finaliste : 2003.